# Матроней

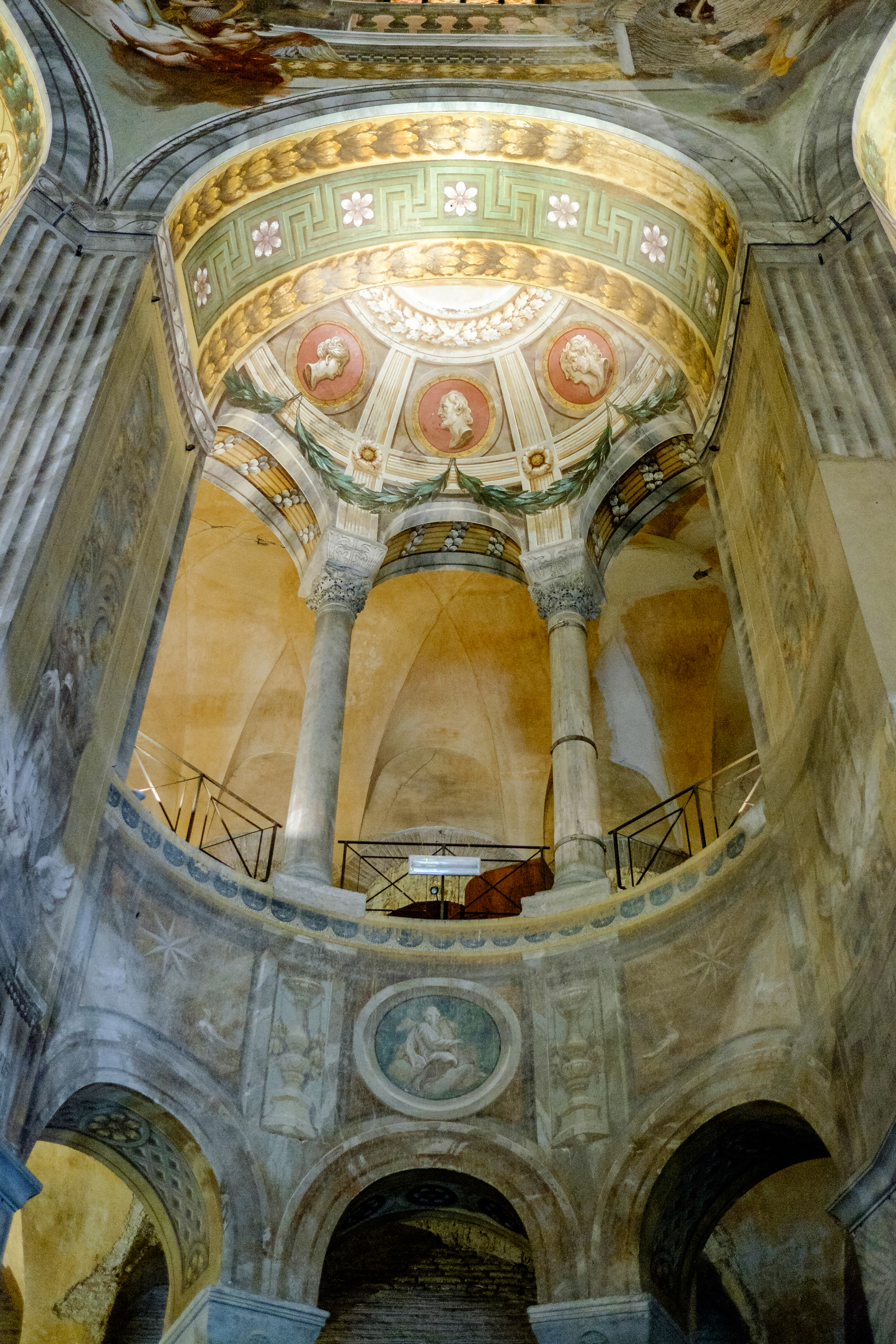
Матроней базилики Сан-Витале

Матроней  (лат. matroneus, от др.-греч. µατρώνεος — женский) — в интерьерах византийских церквей — верхняя галерея, расположенная выше основного помещения храма, которую отводили для женщин и детей. То же в западноевропейской архитектуре — трифорий, галерея над боковыми нефами. Иногда то и другое обозначают обобщающим термином «эмпоры» («возвышение»), однако корректнее в отношении восточных храмов использовать средне-греческую лексему.
Матронеи наиболее характерны для зальных, крестово-купольных храмов и купольных базилик. Расположенные над аркадами, они опоясывали внутреннее пространство церкви с трёх сторон, кроме алтарной части. Такой матроней имеется в храме Св. Софии в Константинополе и в каролингской капелле в Ахене, построенной по восточному образцу.
В раннехристианских и ранних византийских храмах похожие галереи называли «катехумены» (др.-греч. κατηχουµενοι — послушные, подслушивающие) — галереи второго яруса, предназначенные для оглашённых (лиц, ещё не получивших крещения), «слушающих», или «просвещаемых». Схожую функцию выполняет нартекс (притвор) церкви.
В древнерусском зодчестве использовали термин «полати» или «хоры», последний, однако, отличается от западноевропейского понятия «хор».